# Paumakua od Mauija
Paumakua je ime drevnog havajskog poglavice koji je postao prvi znani kralj otoka Mauija na drevnim Havajima.
U pojanju zvanom Kumulipo, gdje je opisano i stvaranje svijeta, data je njegova genealogija.
Bio je predak mnogih kraljeva Mauija i otoka Havaji, potomak Heme iz loze poglavice Ulua.
Roditelji su mu bili plemić Huanuiʻikalailai i plemkinja Kapola (Kapoea). 
Paumakua je imao brata Kuheailanija, čiji je sin bio poglavica Hakalanilea.
Paumakua je oženio svoju sestru Manokalililani, stvorivši „svetu uniju“ iz koje je rođen njegov nasljednik, kralj Haho od Mauija.